# Heinrich von Didinghoven
Heinrich von Didinghoven (* im 13. Jahrhundert; † 1285) war münsterischer Offizial und Domherr in Münster.

## Leben
Heinrich von Didinghoven entstammte dem Rittergeschlecht Didinghoven, das mit aller Wahrscheinlichkeit aus den Grafen von Dortmund hervorgegangen ist und seinen Sitz bei Hörde an der Emscher hatte. Er war der Sohn des Albero von Didinghoven und dessen Gemahlin Alheidis. Ob der Dompropst Hermann von Didinghoven und der Domherr Rotger von Didinghoven in einem verwandtschaftlichen Verhältnis zu ihm standen, ist nicht belegt. Er findet erstmals im Jahre 1263 als Domherr zu Münster urkundliche Erwähnung. 1269 ist er als Subkustos belegt. In dieser Position war er der Vertreter des Domkustos, der für die bauliche Unterhaltung des Doms und seine Ausstattung verantwortlich war. In den Jahren 1275 und 1276 war er Domkantor. Am 2. April 1276 wird Hinricus, cantor monasteriensis als Testamentsvollstrecker des Domthesaurars Remfridus bekundet.
Als Offizial des Bischofs bekleidete Heinrich eine herausragende Stellung, die er von 1280 bis 1285 innehatte.